# 무지개기 (LGBT)

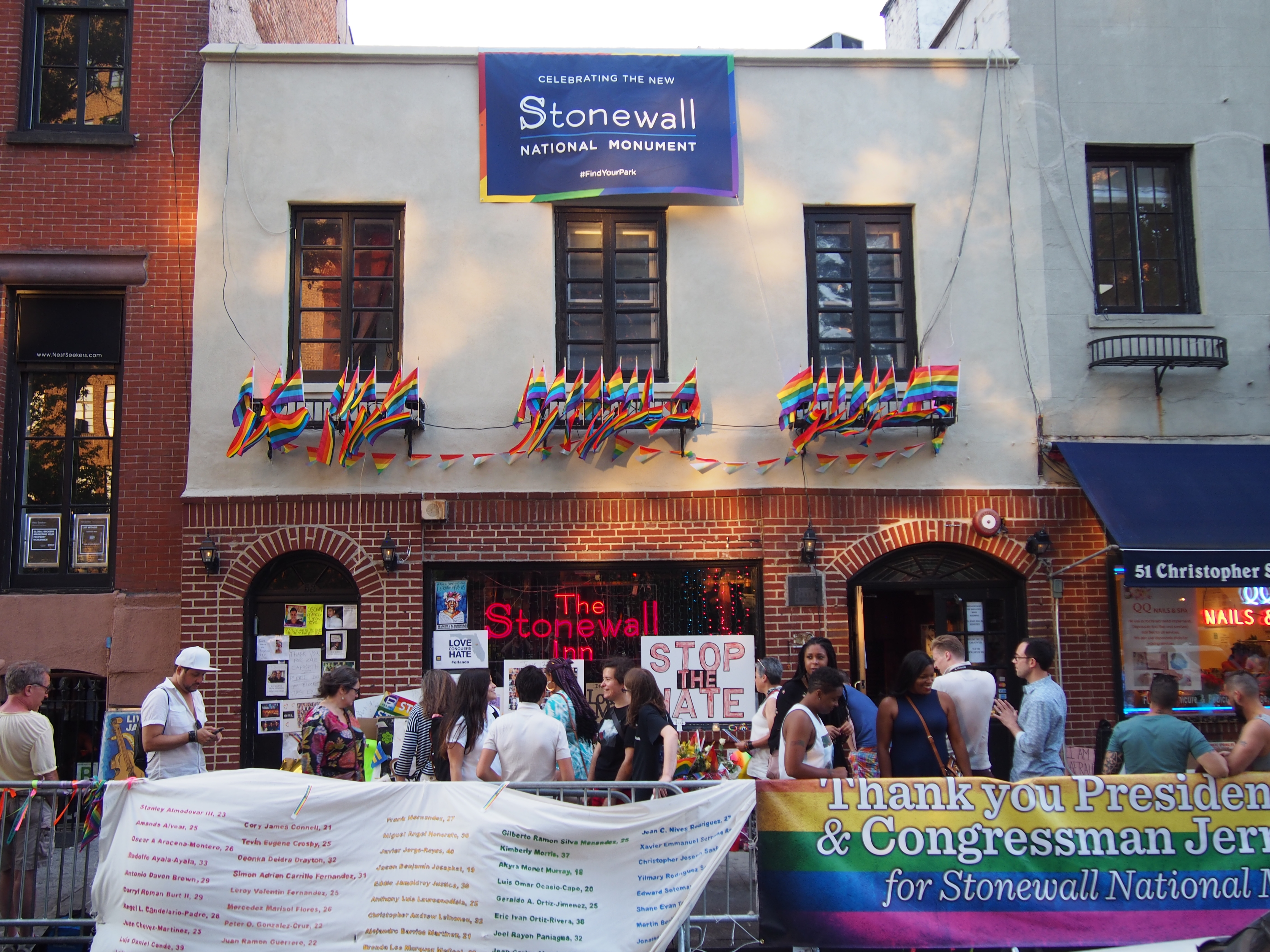
1969년 6월 스톤월 폭동이 일어난 뉴욕 맨해튼의 LGBT 문화인 그리니치 빌리지의 스톤월 인은 2016년 LGBT 프라이드 깃발로 장식되었다.

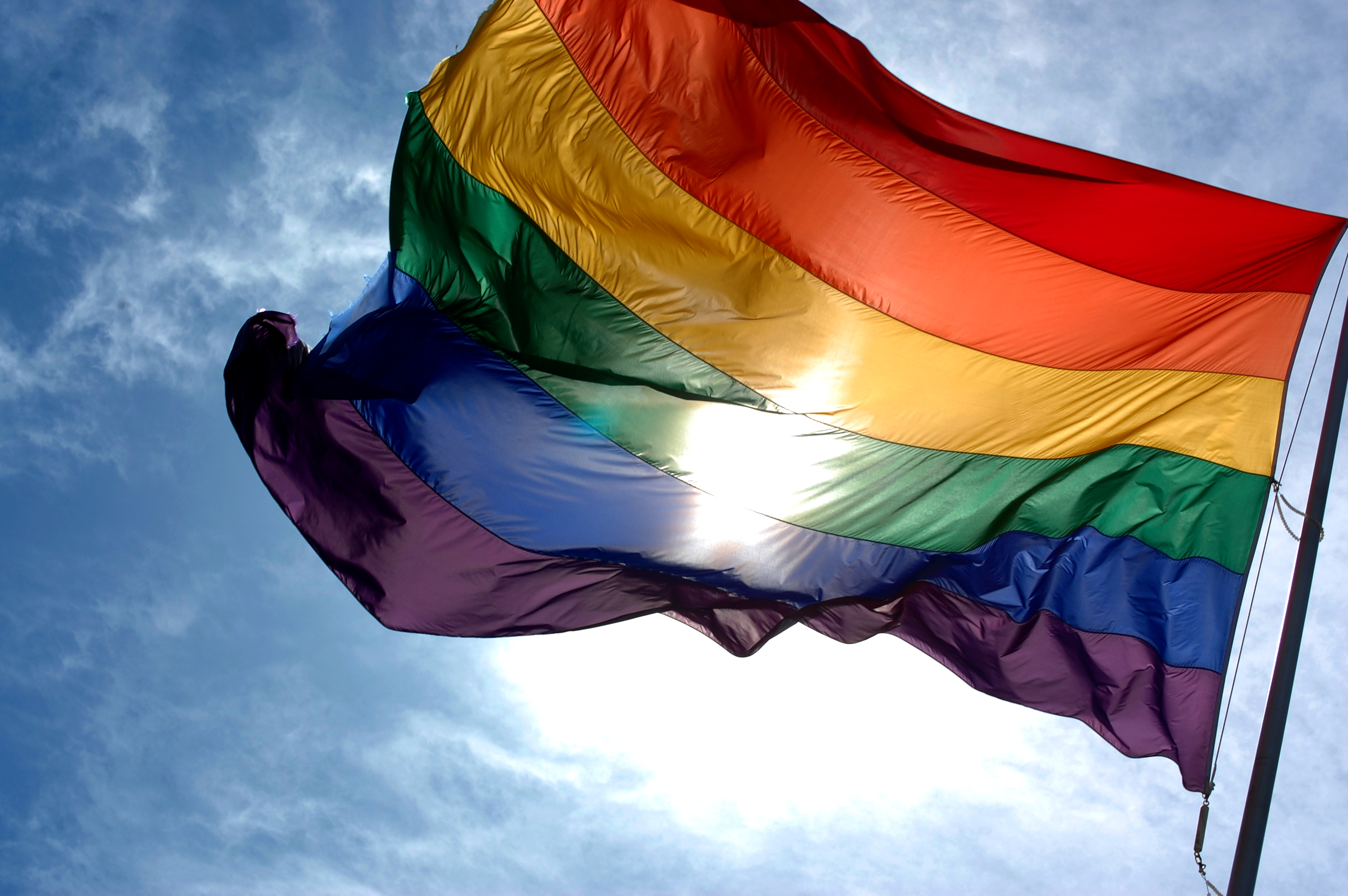
6색 무지개기는 가장 널리 사용되는 깃발이다. 1978년에 만들어진 최초의 무지개기 디자인은 분홍색과 청록색이 더 있었지만 제조상의 이유로 지워졌다.

LGBT에서의 무지개기는 레즈비언, 게이, 양성애(바이섹슈얼), 트랜스젠더의 존엄과 성소수자 운동을 상징하는 깃발이다. 1970년대부터 사용되었다. 깃발에 사용된 색상은 성소수자 커뮤니티의 다양성을 나타내고 성소수자의 권리 퍼레이드인 프라이드 퍼레이드에서 종종 볼 수 있다. 이 깃발은 미국 캘리포니아주가 발상지지만, 오늘날 전세계에서 사용되고 있다.

## 역사
미국 캘리포니아주 샌프란시스코의 아티스트 길버트 베이커(Gilbert Baker)가 디자인했으며 1978년 6월 25일 샌프란시스코에서 열린 게이 프리덤 데이 퍼레이드(Gay Freedom Day Parade)에서 최초로 사용했다.
길버트 베이커는 주디 갈런드가 부른 노래 《Over the Rainbow》에서 영감을 얻었다고 한다. 다른 설에서는 1960년대 미국의 대학교 캠퍼스에서 일어난 평화 운동에서 사용된 "인종들의 기"(Flag of the Races)에 기원이 있다고 한다. 이 깃발은 5가지 색(위쪽부터 빨강, 검정, 갈색, 노랑, 하양)으로 구성되어 있다. 베이커는 히피 운동의 영향을 받은 "인종들의 기"가 무지개기로 이어지게 되었다고 설명했다.
30명에 달하는 자원 봉사자가 손으로 염색, 봉제했고 퍼레이드에서 사용될 2개의 무지개기가 완성되었다. 길버트 베이커는 8가지 색(위쪽부터 분홍, 빨강, 주황, 노랑, 초록, 청록, 남색, 보라)의 의미를 다음과 같이 정의했다.
| 분홍: 성별(Sexuality)                  |
| 빨강: 생명(Life)                       |
| 주황: 치유(Healing)                    |
| 노랑: 햇빛(Sunlight)                   |
| 초록: 자연(Nature)                     |
| 청록: 마술/예술(Magic/art)             |
| 남색/파랑: 평온/조화(Serenity/harmony) |
| 보라: 정신(Spirit)                     |

1978년 11월 27일에는 동성애자임을 표방했던 샌프란시스코 시의원인 하비 밀크가 암살되면서 무지개기의 수요가 높아졌다. 베이커가 근무하고 있던 패러마운드 플래그 컴퍼니(Paramount Flag Company)는 7색 무지개기(빨강, 주황, 노랑, 초록, 청록, 남색, 보라)를 제작했다. 분홍색 원단을 구하기 어려웠던 베이커는 분홍색을 뺀 7색 무지개기의 제작 수량을 늘렸다. 또한 샌프란시스코 시내에 판매하고 있던 레인보우 포 걸스(Rainbow for Girls)의 기의 잉여 재고를 판매했다.
1979년에는 샌프란시스코의 마켓 가(Market Street)에 기를 세로로 게양했을 때에 가운데에 있는 하나의 색이 보이지 않았기 때문에 수정이 가해졌다. 이에 따라 청록색이 제외된 6색(위쪽부터 빨강, 주황, 노랑, 초록, 파랑, 보라) 무지개기가 완성되었다.
1989년에는 웨스트할리우드(West Hollywood)에 있는 아파트의 발코니에 기를 꾸미려 했던 주민이 무지개기의 게양을 금지한 지주를 상대로 제기한 소송에서 승소하면서 무지개기는 미국 밖에서도 주목을 받게 된다. 1994년에는 스톤월 항쟁 25주년을 맞아 베이커가 세계에서 가장 큰 무지개기를 제작했다. 베이커가 제작한 대형 무지개기는 6색을 기본으로 제작되었으며 길이가 9m에 달했다.

## 무지개기의 변천사

1978년 길버트 베이커(Gilbert Baker)가 최초로 제작한 8색 무지개기.
1978년부터 1979년까지 사용된 7색 무지개기. 분홍색은 원단을 구하기 어려웠기 때문에 제외되었다.
1979년부터 현재까지 사용되고 있는 6색 무지개기. 청록색이 제외되었고 남색이 파란색으로 바뀌었다.

## 같이 보기
- 성소수자 상징
- 프라이드 플래그
- 무지개기
- 무지개